# 和尚と小僧
和尚と小僧（おしょうとこぞう）は、日本の民話の類型のひとつである。

## 概要
「和尚と小僧」の民話の分布は全国的で、一説に子供の多くが寺などで勉強するようになった中世頃に起こり、江戸時代にはやったという。古くは、鎌倉時代中期の弘安6年（1283年）に成立した無住による『沙石集』や、同じく無住による『雑談集』にこの類型の説話が見られる。また、江戸時代初期の元和9年（1623年）又は寛永5年（1628年）に成立した『醒睡笑』にもこの類型の説話が収録されている。
稲田浩二らの研究(『日本昔話通観』)によれば、「和尚と小僧」譚には28の類型が存在するとされる。その骨子は、頓智頓才のきく稚僧が俗気の抜けないけちな和尚を侮りからかい、閉口させることである。弱小な者の頓智が大人を操るのは痛快で、童話として喜ばれた。雪隠餅（落語では「みそ豆」として知られる）、毒物など、一休咄などの物語とも一部、錯綜する。
中でも食物に関するものが多く、これは寺院生活が食物に不自由したからであるという。たとえば、山寺にぼた餅あるいは鮓の好きな和尚がいて、檀家から贈ってきたものを食べて残りを隠したが、小僧がこれを盗んで食べ、金仏の口に餡あるいは飯粒をなすりつけたが、帰ってきた和尚が容疑をかけられた金仏を打ち叩くと「くわんくわん」と鳴り、次に小僧が金仏を釜茹での拷問にかけると「くったくった」と白状したという。
あるいは、小僧に用事を言いつけてそのすきに焼き餅、団子、ご馳走などを食べようとするが、小僧はこれを見破って機会を見計らって逆に食べる。
あるいは、砂糖、飴、甘酒、梨などを毒物と聞いたのをいいことにこれを食べ、和尚秘蔵の花瓶などを割り、死んで詫びるために毒物を食べたと弁解する。同様の民話は朝鮮にも伝わっており、そこでは、毒物は串カキ（柿）、器物は硯となっている。
また、落ちていた財布を拾おうとして叱られたので、馬上から頭巾が落ちたのを拾わず、再び叱られて、つぎはウマのひりだした大便を拾うなどの滑稽を演じる。
ほかに、言葉の洒落、色欲の暴露などの話も多い。

## 関連文献
- 中田千畝『和尚と小僧』坂本書店〈杜人雑筆 ; 第1篇〉、1927（昭和2年） エラー: 日付が正しく記入されていません。。doi:10.11501/1443667。NDLJP:1443667。「国立国会図書館デジタルコレクション」